# Het Zand (Utrecht)

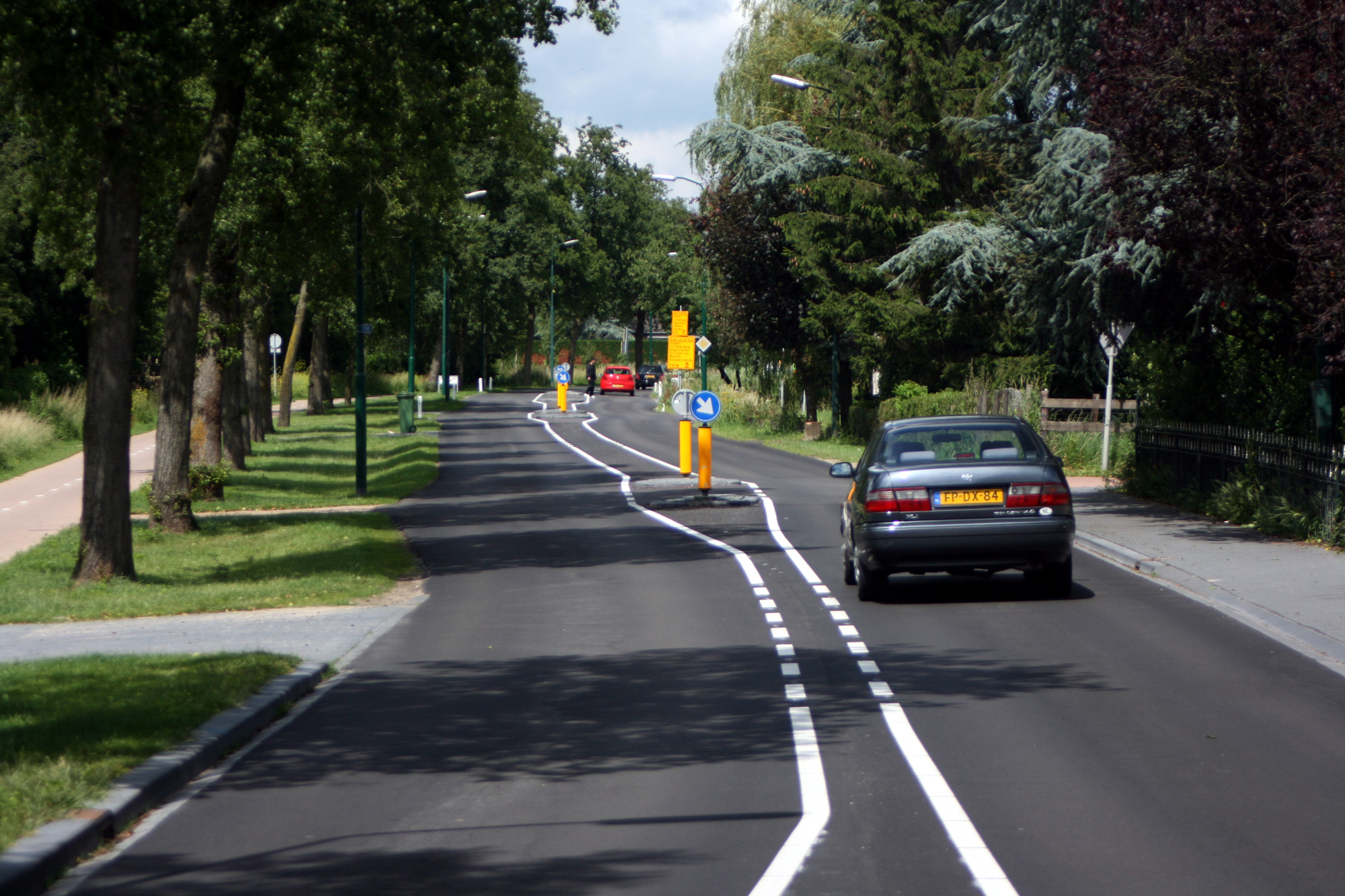
De weg 't Zand

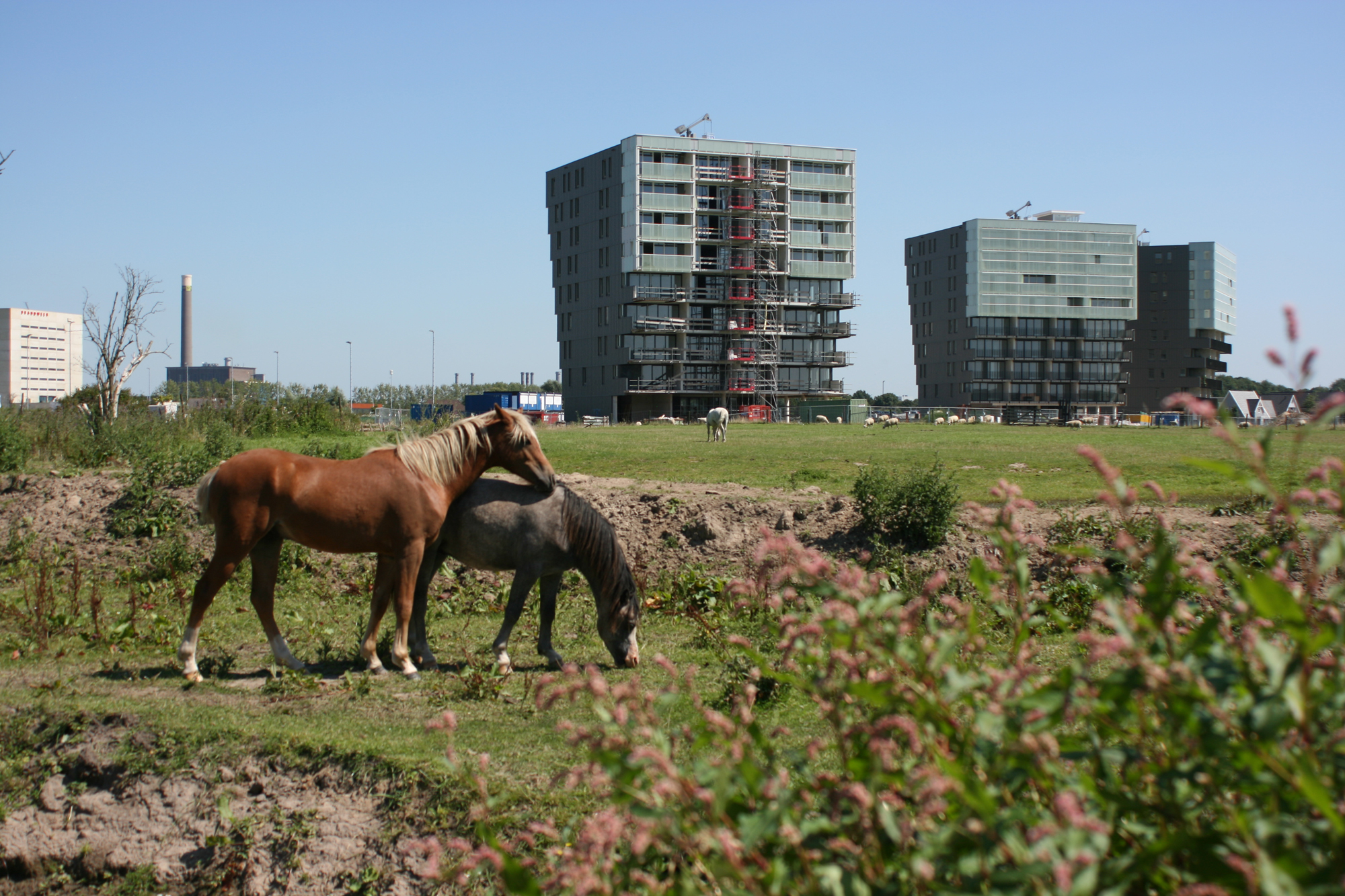
Park Groot Zandveld is een archeologische vindplaats. Op deze foto uit 2008 is het nog een weiland

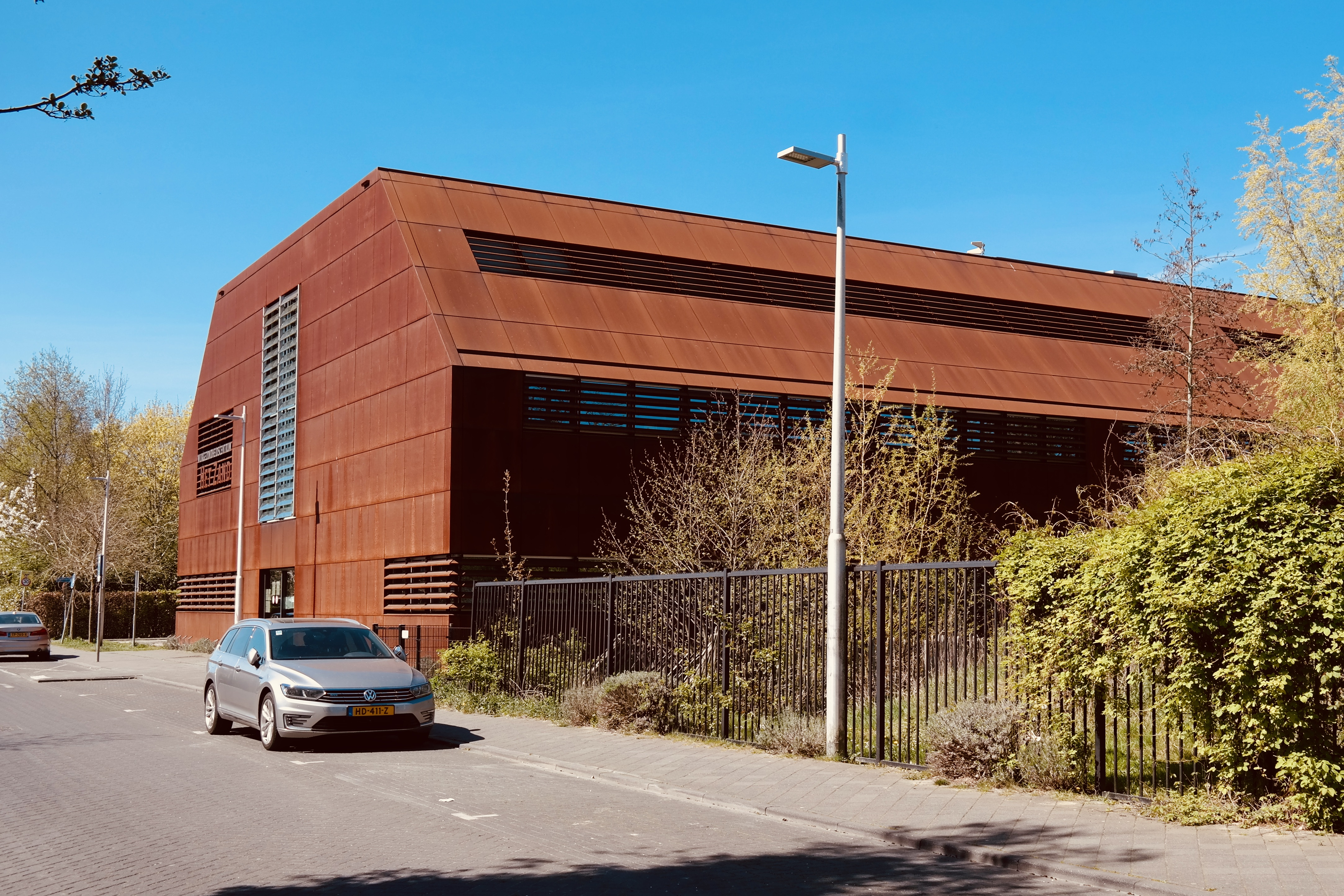
Wijkgezondheidscentrum "Het Zand"

Het Zand is een Vinex-locatie binnen de wijk Leidsche Rijn in Utrecht, de hoofdstad van de Nederlandse provincie Utrecht. Administratief vormt het samen met Parkwijk de buurt Parkwijk, 't Zand en omgeving.
De buurt ligt in het hart van Leidsche Rijn tussen het Máximapark en de wijken Parkwijk en Terwijde. De buurt wordt doorkruist door de weg 't Zand. Dit is een oorspronkelijke verbindingsweg tussen De Meern en Utrecht, en heeft z'n landelijke karakter deels behouden.

## Bebouwing
De bebouwing in de buurt bestaat voornamelijk uit laagbouw (rijtjeshuizen en twee-onder-een-kap woningen) en appartementengebouwen. Volgens de planning moet Het Zand gereed zijn in 2014, en zal dan 4300 woningen tellen.

## Buurten
De buurt is verdeeld in een aantal kleinere buurten:
- De Bongerd
- Waterwijk
- Leidsche Maan
- De Veiling
- Groot Zandveld
- Rijnsche Maan
- Rijnsche Hout
- Tussen de Parken
- Johanniterveld
- Stationsomgeving
- Maximapark
- 't Zand (dit is ook een straatnaam, met tevens de functie om een wijk aan te geven).

## Openbaar vervoer
Aan de noordelijke zijde van de buurt ligt station Terwijde aan de spoorlijn Utrecht - Rotterdam. Vanaf dit station rijdt bus 4 elk kwartier via het Centraal Station naar Voordorp en v.v.

## Voorzieningen
Veel voorzieningen, zoals scholen en kinderopvang zijn geclusterd in het gebouw Forum ’t Zand. De buurt heeft geen eigen winkelcentrum, maar men kan gebruikmaken van de nabijgelegen winkelcentra in Terwijde en Parkwijk.
Grauwaart · Hoge Weide · Langerak · Leeuwesteyn · Leidsche Rijn Centrum · Papendorp · Parkwijk · Rijnvliet · Strijkviertel · Terwijde · De Wetering · Het Zand